# Walnut Springs
Walnut Springs è un centro abitato degli Stati Uniti d'America, situato nella contea di Bosque dello Stato del Texas.